# Stop and Stare
Stop and Stare – ballada rockowa amerykańskiego zespołu OneRepublic, wydana jako drugi singel z ich debiutanckiego albumu Dreaming Out Loud. Piosenka została wyprodukowana przez Grega Wellsa, natomiast autorami tekstu są Ryan Tedder, Zach Filkins, Andrew Brown, Eddie Fisher oraz Tim Myers. Singel został wydany w USA 27 listopada 2007 roku. „Stop and Stare” następnie został udostępniony dla radia w Wielkiej Brytanii (16 grudnia 2007) i Australii (17 grudnia 2007). Piosenka odniosła duży sukces w wielu krajach.

## Teledysk
Oficjalna premiera teledysku miała miejsce w programie MTV – TRL, 28 stycznia 2008 roku. Teledysk wyreżyserował Anthony Mandler. Klip został nakręcony na pustyni w Palmdale i w Kalifornii. W teledysku można zobaczyć wiele scen z udziałem członków zespołu.

## Lista utworów
| Lp.                                                                  | Tytuł                              | Czas |
| -------------------------------------------------------------------- | ---------------------------------- | ---- |
| UK CD Singel                                                         |                                    |      |
| 1.                                                                   | „Stop and Stare”                   | 3:43 |
| 2.                                                                   | „Hearing Voices”                   | 3:55 |
| Australijski CD Singel                                               |                                    |      |
| 1.                                                                   | „Stop and Stare”                   | 3:43 |
| 2.                                                                   | „Something’s Not Right Here”       | 3:02 |
| Niemiecki CD Singel                                                  |                                    |      |
| 1.                                                                   | „Stop and Stare”                   | 3:44 |
| 2.                                                                   | „Something’s Not Right Here”       | 3:02 |
| 3.                                                                   | „Hearing Voices”                   | 3:55 |
| 4.                                                                   | „Stop and Stare” (Teledysk)        | 3:43 |
| iTunes Stop and Stare EP                                             |                                    |      |
| 1.                                                                   | „Stop and Stare”                   | 3:44 |
| 2.                                                                   | „Last Goodbye” (Stripped Live Mix) | 4:31 |
| 3.                                                                   | „Too Easy”                         | 3:15 |
| iTunes Hit 3 Pack: Stop and Stare – Video EP (The Stripped Sessions) |                                    |      |
| 1.                                                                   | „Too Easy”                         | 3:45 |
| 2.                                                                   | „Don’t Go Away”                    | 4:02 |
| 3.                                                                   | „Last Goodbye”                     | 4:32 |

## Pozycje na listach

### Notowania tygodniowe
| Lista (2007/2008)                          | Najwyższa pozycja |
| ------------------------------------------ | ----------------- |
| Argentyna (Top 20 Singles)                 | 1                 |
| Australia (ARIA)                           | 11                |
| Austria (Ö3 Austria Top 40)                | 5                 |
| Belgia (Ultratop 50 Flanders)              | 29                |
| Belgia (Ultratop 40 Wallonia)              | 2                 |
| Bułgaria (IFPI)                            | 38                |
| Chile (Top 20 Singles)                     | 12                |
| Czechy (IFPI)                              | 2                 |
| Dania (Tracklisten)                        | 7                 |
| Francja (SNEP)                             | 29                |
| Hiszpania (PROMUSICAE)                     | 8                 |
| Holandia (Dutch Top 40)                    | 18                |
| Irlandia (Top 20)                          | 10                |
| Irlandia (IRMA)                            | 5                 |
| Kanada (Canadian Hot 100)                  | 16                |
| Niemcy (Media Control Charts)              | 6                 |
| Norwegia (VG-lista)                        | 15                |
| Nowa Zelandia (Recorded Music NZ)          | 11                |
| Polska (Polish Top 5)                      | 2                 |
| Portugalia Singles Top 50                  | 37                |
| Słowacja (IFPI)                            | 14                |
| Szwajcaria (Schweizer Hitparade)           | 8                 |
| Szwecja (Sverigetopplistan)                | 10                |
| Świat (World Singles Top 40)               | 5                 |
| Tajwan (Top 10)                            | 3                 |
| USA (Billboard Adult Contemporary)         | 19                |
| USA (Billboard Adult Pop Songs)            | 2                 |
| USA (Billboard Hot 100)                    | 12                |
| USA (Billboard Pop Songs)                  | 6                 |
| Wenezuela pop-rock General (Record Report) | 3                 |
| Wielka Brytania (Official Charts Company)  | 4                 |
| Włochy (FIMI)                              | 6                 |

### Notowania końcoworoczne
| Notowanie (2008)              | Pozycja |
| ----------------------------- | ------- |
| Kanada (Canadian Hot 100)     | 29      |
| Niemcy (Media Control Charts) | 40      |
| USA (Billboard Hot 100)       | 33      |

## Certyfikaty
| Kraj/region       | Wydawca | Certyfikat |
| ----------------- | ------- | ---------- |
| Australia         | ARIA    | 2× platyna |
| Dania             | IFPI    | Platyna    |
| Stany Zjednoczone | RIAA    | 2× platyna |
| Wielka Brytania   | BPI     | Srebro     |